# Sandarmoch

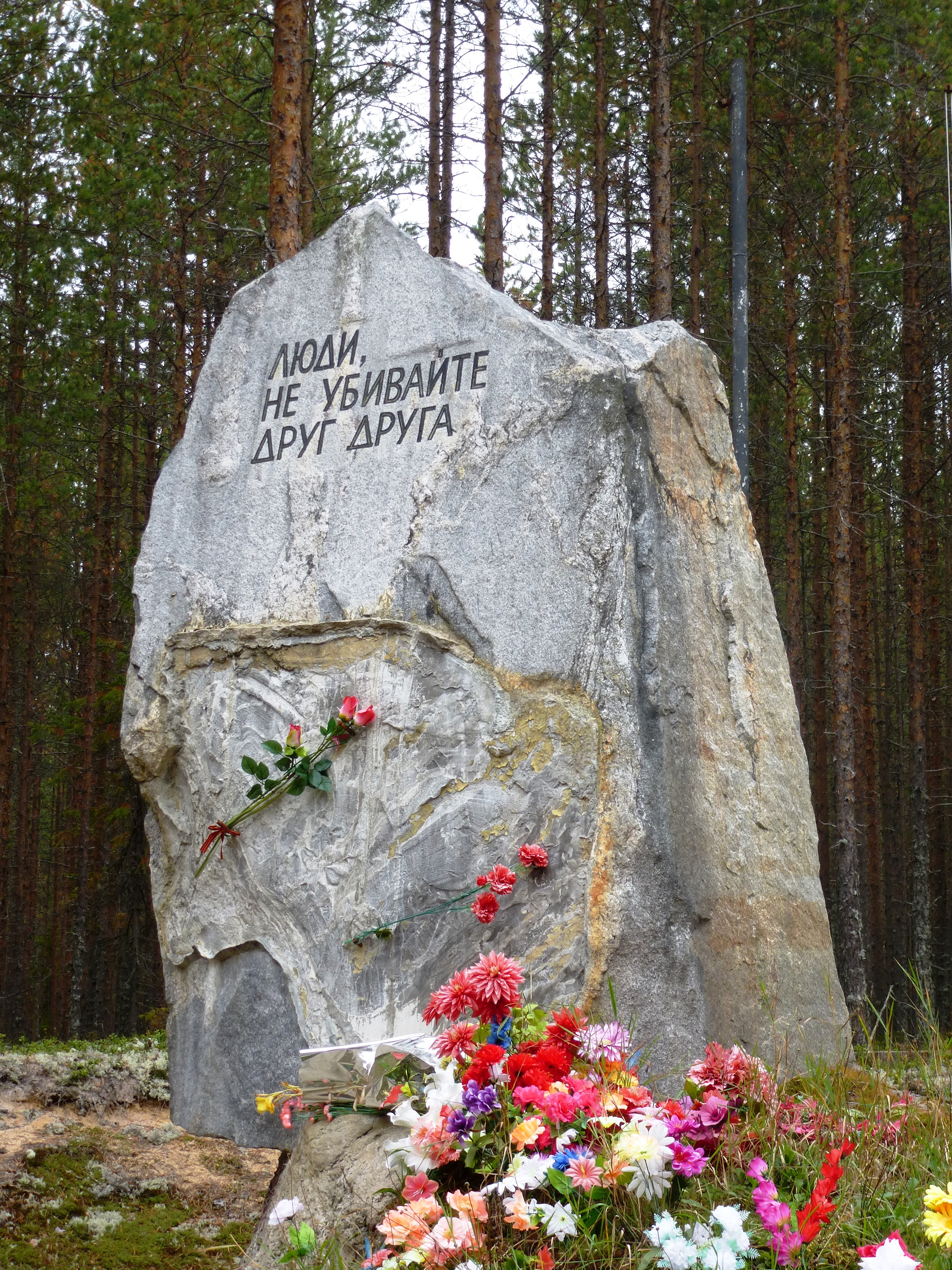
Obelisk w Sandarmochu

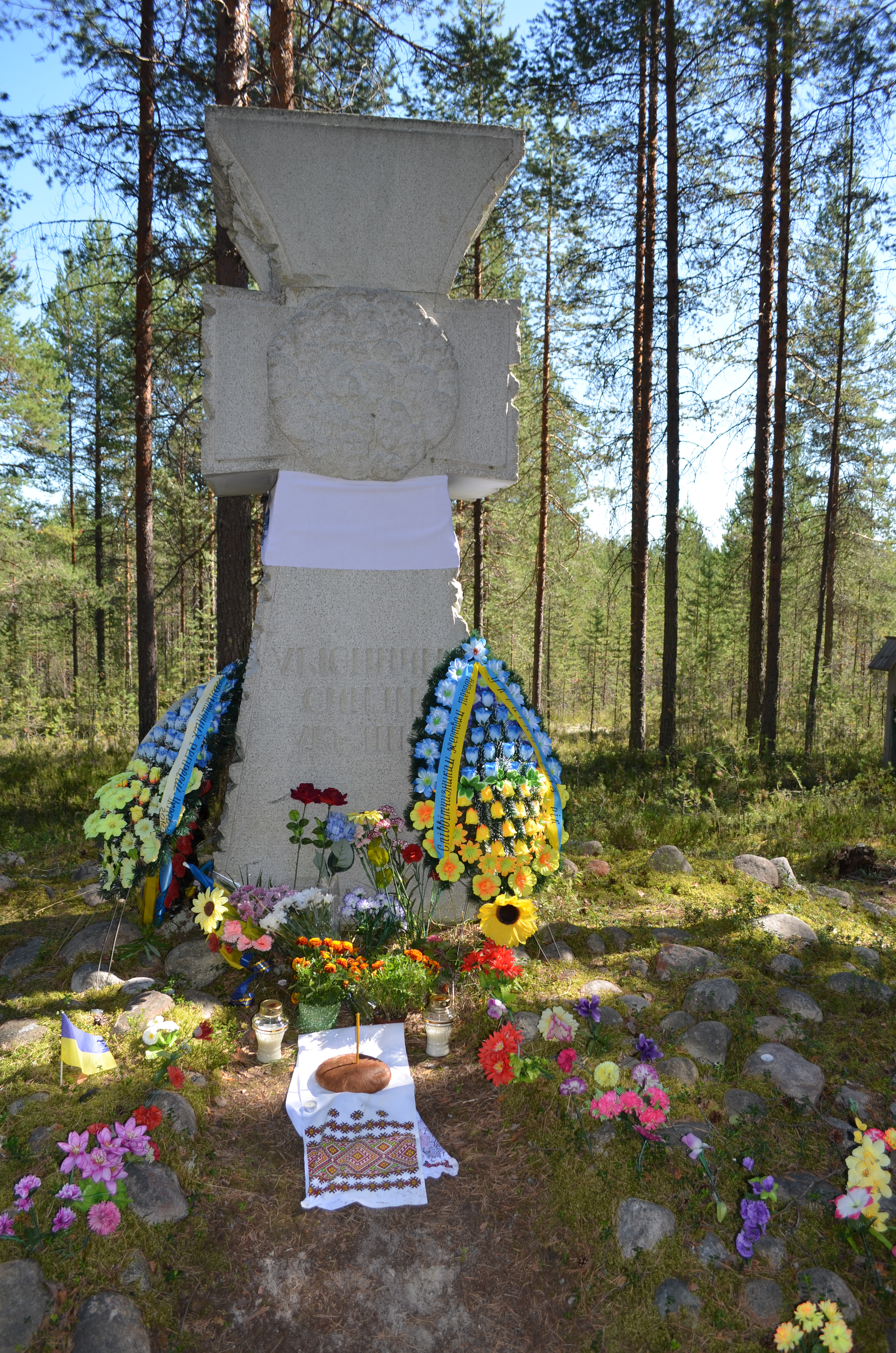
Kozacki krzyż upamiętniający zamordowanych w Sandarmochu Ukraińców

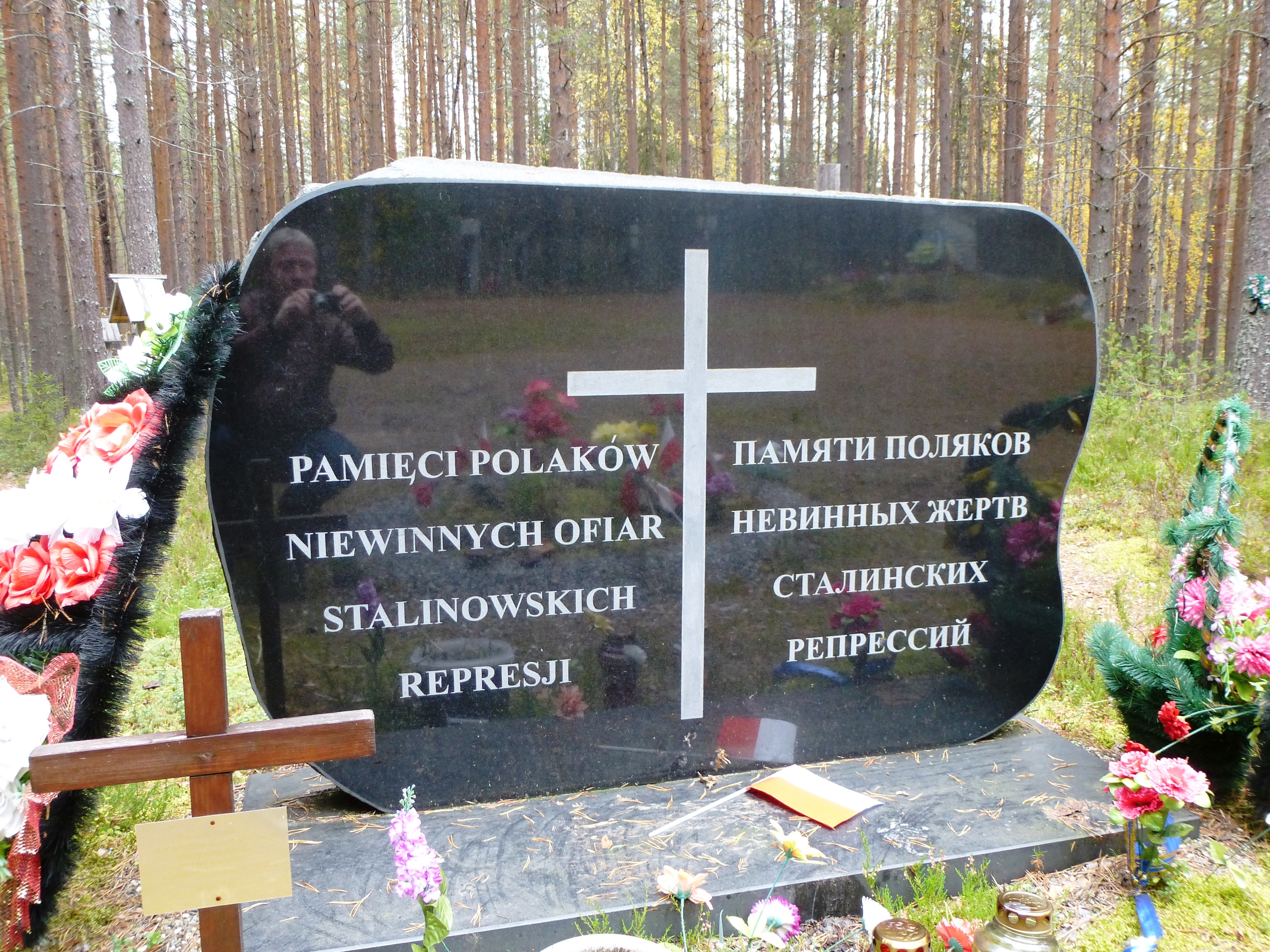

Sandarmoch – uroczysko w lesie niedaleko miasta Miedwieżjegorsk w Republice Karelii w Rosji. W lipcu 1997 r. odnaleziono tam masowe groby ofiar „wielkiego terroru” z lat 1937–1938. Na powierzchni około 10 hektarów znaleziono 236 jam. Według archiwów (dane od 11 sierpnia 1937 r. do 24 grudnia 1938 r.) w tym miejscu rozstrzelano i pochowano ponad 9500 osób 58 narodowości, w tym Polaków. Byli to więźniowie obozu na Wyspach Sołowieckich, więźniowie pracujący przy budowie Kanału Białomorsko-Bałtyckiego oraz mieszkańcy okolicznych wsi. 9 października 1937 „trójka specjalna” NKWD obwodu leningradzkiego RFSRR skazała jednym wyrokiem listę 1116 więźniów Sołowek na śmierć. Znane są nazwiska 1111 więźniów obozu sołowieckiego, którzy zostali rozstrzelani w Sandarmoch. Wśród zamordowanych było wielu wybitnych działaczy politycznych, kultury i kapłanów pochodzących ze wszystkich republik ZSRR. Operacją „oczyszczania obozu od antysowieckiego pierwiastka” kierowała trójka NKWD na obwód leningradzki: Leonid Zakowski (prawdziwe nazwisko Henriks Štubis), Władimir Garin (prawdziwe nazwisko: Iwan Żerebieniew) i prokurator Borys Pozern. Podczas kolejnej fali czystek Leonid Zakowski i Borys Pozern zostali aresztowani i rozstrzelani w 1938 i 1939 r. Borys Pozern został zrehabilitowany w 1956 r.
Egzekucje były przeprowadzane w tajemnicy. Aż do lipca 1997 roku nie wiedziano o masowych pochówkach ofiar reżimu stalinowskiego w wym miejscu. 1 lipca 1997 roku ekspedycja petersburskiego i petrozawodzkiego stowarzyszenia „Memoriał” z historykiem Jurijem Dmitriewym na czele odkryła pierwsze zbiorowe mogiły.
Od momentu odkrycia pochówków w Sandarmochu co roku, w rocznicę początku Wielkiego terroru w ZSRR – 5–7 sierpnia, odbywają się tu nabożeństwa żałobne w obrządku prawosławnym i katolickim oraz spotkanie pamięci. W 1998 miejsce otrzymało status cmentarza oraz został zamontowany obelisk granitowy z napisem: „Ludzie, nie mordujcie się nawzajem”.
W roku 2004 wzniesiono tu również kozacki krzyż granitowy „Zamordowanym synom Ukrainy”.
W kaplicy znajdują się listy nazwisk skazanych, do których wgląd ma każdy odwiedzający.